# Переклади творів Івана Франка іншими мовами
Одним із перших перекладачів Франкових творів був сам автор. З огляду на можливість публікацій у польськомовних або німецькомовних виданнях частина його художніх і публіцистичних творів мають по два авторські тексти – українською і польською або німецькою мовами, а деякі твори були спершу надруковані чи написані польською або німецькою мовами, а тоді перекладені українською.
Деякі Франкові твори іще за життя автора мали по декілька перекладів іншими або й однією мовами. Наприклад, новела «На дні»: існував Франковий польською мовою, ще один переклад польською мовою Марії Семашко «з ініціативи і під доглядом Елізи Ожешко», переклад чеською мовою Богуслави Соколової, німецький переклад Карла Гельбіха, російський переклад у петербурзькій збірці «В поте лица» (1903, а також окремою книжкою двома накладами).
Деякі твори Франка особливо популярні серед перекладачів. Так, наприклад, ще 1989 року літературознавець Федір Погребенник зібрав у книзі «Народе мій: Пролог до поеми «Мойсей». Мовами народів світу» тридцять перекладів Франкового «Прологу»: п’ять перекладів російською, по чотири – англійською і німецькою, по три – польською, словацькою та угорською, по два – болгарською, вірменською, іспанською, італійською, грецькою і чеською, причому німецький, польський і російський переклади були здійснені ще за життя Франка, а польський і російський – авторизовані.
Франка у різний час і різними мовами зокрема перекладали:

## Англійською
- Віра Річ:
  - «Пролог» до поеми «Мойсей» («Moses» (Prologue), в журналі «The Ukrainian Review», 1957);
  - «Жіноче серце, чи ти лід студений» («O heart of woman», журнал «The Ukrainian Review», 1961);
  - «Великдень», уривок із поеми «Панські жарти» (1966);
  - «Ідилія» (1966);
  - «Тюремні сонети» («Prison Sonnets», 1967);
  - «Вічний революціонер» (1968);
  - «Moses and other Stories» — переклад «Мойсея» Віри Річ, решти поезій — Персиваля Канді (Нью-Йорк, 1973);
  - «Смерть Каїна» (журн. «The Ukrainian Review», 1998);
- Персиваль Канді:
  - вибрані поезії (Selected Poems, Нью-Йорк, 1948);
  - «Ідилія» («Idyll», Сідней, 1953);
  - добірка 6-ти поезій: «Гімн», «Каменярі», «Котляревський» та ін. (журн. «Ukrainian Review», 1955);
  - «Червона калино, чого в лузі гнешся» (1968);
  - «Moses and other Stories» — переклад «Мойсея» Віри Річ, решти поезій — Персіваля Канді (Нью-Йорк, 1973);
  - «Гімн», «Котляревський», «Каменярі», «Чим пісня жива» (журнал «The Ukrainian Review», 1981);
- Роман Татчин:
  - «Панські жарти» («The Master's Jests», Нью-Йорк, 1979, із передмовою Леоніда Рудницького);
  - «Іван Вишенський» (Нью-Йорк, 1983, з передмовою Л. Рудницького);
- Оноре Евах:
  - поезії (у виданні: Ukrainian Songs and Lyrics: A short anthology of Ukrainian poetry / Translated and edited by Honore Ewach, Winnipeg, 1933);
- Володимир Семенина:
  - «Абу-Касимові капці» (1929);
  - «Мойсей» («Moses», Нью-Йорк, 1938, з біографічним нарисом Степана Шумейка про Франка);
- Джон Вір:
  - «Poems and Stories» (Торонто, 1956);
  - «Лист з Бразилії» (в журналі «The Ukrainian Canadian», 1986);
- Марія Скрипник:
  - «Дивувалась зима» (в журналі «The Ukrainian Canadian», 1981);
  - «Осел і Лев» («The Ukrainian Canadian», 1982);
  - «Лисичка-кума» («The Ukrainian Canadian», 1983);
  - «Заєць і ведмідь» («The Ukrainian Canadian», 1983);
  - «Мій злочин» («The Ukrainian Canadian», 1986);
  - пролог до «Мойсея» («The Ukrainian Canadian», 1986);
- Теодозія Борецька: «Захар Беркут» («Zakhar Berkut», Нью-Йорк, 1944; інше видання — 1984);
- Степан Шумейко: «Малий Мирон», «Грицева шкільна наука» (1964);
- Орися Прокопів: пролог до «Мойсея» (журнал «The Ukrainian Review», 1975);
- Адам Гнідь:
  - «Іван Вишенський» (Оттава, 1978);
  - «Moses and Other Poems» (1st edition, Нью-Йорк, 1987);
  - «Поет зради» («A poet of betrayal», переклад з німецької, 1992, «My emerald. Translated by Adam Hnidj» (8 поезій Франка, 1992);
  - «Не пора, не пора» («This not the time», 1992);
- Богдан Мельник:
  - «Лис Микита» («English version» — 1978; Торонто, 2000 — паралельно текст українською і англійською мовами);
  - «Мойсей» («Moses», Торонто, 2002 — паралельно текст українською і англійською мовами);
- Володимир Слез: «Рубач» («The Hewer») (1979);
- Майкл М. Найдан: пролог до «Мойсея» (1990-ті роки);
- П. Прокоп: «The Wood Elf (A Summer Fairy Tale)» («Літня казочка») (журнал «The Ukrainian Canadian», 1986);
- С. Білак: поезії (в журн. «Слово», який видає Міжнародна християнська асоціація «Живе слово», Лозанна (Швейцарія), перевидання — Тернопіль, 1996).

У книзі «The Ukrainian Poets. 1189–1962» (Торонто, 1963) була поміщена добірка поезій Франка у перекладах С. Г. Андрущишина і Ватсона Кірконнелла. 1979 р. в Торонто вийшла Франкова передмова до кн.: Шевченко. «Перебендя». 1956 у Вінніпегу вийшли Франкові «Панські жарти» («Noblemen's Mockey»).

## Німецькою
- Карл Гельбіх: «На дні», «Boa constrictor» (за чеським перекладом, 1901);
- Матільда Саюк: поезії (у книзі: Українські поезії в перекладах Матільди Саюк. Київ, 1992);
- Ганс Кох: 7 поезій Франка (у виданні «Die ukrainische Lyric. 1840–1940», Wiesbaden, 1955) «Die Steinklopfer» (у періодичному виданні «Ȍsterreichisch-ukrainische Rundschau» («Австрійсько-український огляд»), Відень, 1999);
- І. Гузар: «Мойсей» («Moses», Торонто, 2002 – паралельно текст українською і німецькою мовами);
- Е. Вайнерт:
  - пролог до поеми «Мойсей» (1945);
  - «Гадки на межі» (1945);
  - «Думка в тюрмі», «Каменярі» (1942);
  - «Колись в сонетах Данте і Петрарка»;
- К. Бадер: «Гімн» (1903, в журналі «Ruthenische Revue»);
- А. Шварц: «Захар Беркут» (1933);
- М. Борк: «Захар Беркут» (Берлін, 1955);
- Н. Цеглинська: із зб. «Зів’яле листя» (дві поезії Франка під загальною назвою «Uerwelkte Blätter», журнал «Ukrainische Rundschu», 1910);
- М. Кічура: поезії («An den Leser») та «Aus dem Zyklus: “Nach alten Motiven”» (журнал «Ukrainische Rundschau», 1909);
- E. Salewski: 1954 року вийшла книга «Miron und der Riese. Erzählungen. Aus d. Russ. von E.Salewski. Berlin, 1954, 348 c.» (тут: «Малий Мирон», «Олівець», «Schönschreiben», «Грицева шкільна наука», «У кузні», «Отець гуморист», «На дні», «До світла!», «Моя зустріч з Олексою», «Микитичів дуб», «Між добрими людьми», «Мій злочин», «На лоні природи», «Odi profanum vulgus», «Хома з серцем», «Мирон і велетень»).

## Польською
- Фелікс Щенсни-Дашинський: «Boa constrictor» (1884)[джерело?];
- Володимир Кобрин: «Мойсей» (Франко читав і редагував цей переклад, написав до нього передмову), «Лис Микита», «Каменярі»;
- Марія Семашко: «На дні»;
- В. Оркан: «Полуйка» (1908);
- Кристина Ангельська: «Зів’яле листя: Лірична драма» (текст українською, польською і російською мовами; упорядкування і вступна стаття М. М. Ільницького, Львів, 2003 і 2004);
- Сидір Твердохліб: окремі поезії зі збірки «Зів’яле листя»;
- Влодзімеж Слободнік: окремі поезії зі збірки «Зів’яле листя»;
- Є. Литвинюк: «Мойсей» («Mojżesz», Варшава, б. р. У кн.: Litwiniuk J. Iwan Franko. – S. 97–100; Litwiniuk J. Dla czego podjęłem się przełożyć «Mojżesza». – S. 7–8);
- К. Козярський: вибрані твори («Моя січкарня», «Грицева шкільна наука», «Олівець», «Шоншарйбен», «Ліси і пасовиська», «Сам собі винен», «Добрий заробок», «Вівчар», «Полуйка», «Задля празника», «Борислав сміється», «До світла!», Харків-Київ, 1932);
- Z. і S. Głowiakowie: вибрані твори («Вугляр», «Лусишина челядь», «Муляр», «Добрий заробок», «Хлопська комісія», «Історія моєї січкарні», «Цигани», «Ліси і пасовиська», «Домашній промисл», «Вільгельм Телль», «Маніпулянтка», «Малий Мирон», «Доктор Бессервіссер» та інші, а в другому томі – «Захар Беркут», «Для домашнього огнища», «Основи суспільності», Варшава, 1955).
- Пшемислав Ліс-Маркєвіч: вибрані твори ("Украдене щастя", "Перехресні стежки", Познань, 2019[1])

## Російською
- О. Рувимова і Р. Ольгін: «В поті лиця» (Ив. Франко. В поте лица. Очерки из жизни рабочего люда. Перевод О. Рувимовой и Р. Ольгина. С предисловием и под редакцией М. Славинского. Санкт-Петербург, 1903; тут: «Лесишина челядь», «Два приятелі», «Муляр», «Мирон», «Грицева шкільна наука», «Оловець», «Schönschreiben», «На дні», «Сам собі винен», «Слимак», «Добрий заробок», «Хлопська комісія», «Історія моєї січкарні», «Цигани», «Ліси і пасовиська», «Довбанюк», «Домашній промисл», «Маніпулянтка», «До світла!», «Між добрими людьми»);
- Володимир Бонч-Бруєвич (псевдонім В. Ольховский):  
  - частина оповідань із збірки «В поті чола», зокрема і «Лесишина челядь» (у збірці під назвою «Маленький Мирон», Київ, 1952), неопублікований через цензурну заборону на твори Франка «Boa constrictor»;
  - неопубліковані через цензурну заборону на твори Франка «Рассказы Ивана Франка. С галицийского перевел В. Ольховский» (1898);
- Леся Українка:
  - «Сам собі винен» («Сам виноват», окремою книжкою і в збірці «В поте лица» петербурзького видання);
  - «Добрий заробок» («Хороший заработок», окремою книжкою трьома накладами – двічі 1903 та 1904 року);
  - «Ліси і пасовиська» (імовірно переклад Лесі Українки);
  - «До світла!» (1904);
  - «Історія кожуха» («История тулупа», у збірнику «Только час» А. Крандиевской и др. рассказы», 1905, та двома окремими виданнями 1905 та 1906);
- П. Дятлов: «Мойсей» (1917, цей переклад Франко читав і редагував, написав передмову до його видання);
- Павло Граб: «Добрий заробок» (1896, 1897);
- Михайло Коцюбинський: «Добрий заробок» (переклад зроблено на початку 1890-х років, надруковано 1962);
- Василь Матвєєв: «Захар Беркут» (неопублікований переклад);
- В. Стокоз: «Грицева шкільна наука» («Гриць в школе», «Волжский вестник», 1889);
- Наталя Арабажин: (криптонім Н. А-н): «Грицева шкільна наука» («Как Гриць учился грамоте. Рассказ из галицкой жизни...», журнал «Северный вестник», 1894);
- А. Сигодський: «Поєдинок (Зимова казка)» (газета «Эхо», 1915), ще кілька перекладів творів Франка;
- С. Буда: «Звірячий бюджет» (ввійшло до збірки: Ив. Франко. Звериный бюджет. Свинская конституция. История одной конфискации. Санкт-Петербург, 1906);
- Надія Кибальчич: «Мій злочин» (журнал «Южные записки», 1904);
- П. Горянський: (криптонім А. Р.) – «В тюремнім шпиталі» (1909, 1910);
- О. Войташевський і М. Новикова: «До світла!» (1911);
- Анна Ахматова: «Зів’яле листя: Лірична драма» (текст українською, польською і російською мовами; упорядкування і вступна стаття М. М. Ільницького, Львів, 2003 і 2004);
- І. В. Сойко, Е. В. Різванова: «Коли ще звірі говорили» («Когда звери ещȅ разговаривали: Сказки», Київ, 1990);
- З. К. Арборе-Раллі: «Вічний революціонер», «Гімн»;
- В. Глотов: «Не довго жив я в світі ще» (1990);
- Павло Грабовський: «Нехай і так, що згину я» (1896), «Журавлі» (1900), «Дивувалась зима» (1905).

В архіві І. Франка зберігається частина перекладу на російську мову оповідання «Задля празника», здійсненого О. Франко.
1990 року в Москві в російських перекладах вийшли три томи Франкового вибраного (Т. 1 – Поезії та поеми; Т. 2 – оповідання; Т. 3 – Повісті. Укладачем і автором вступної статті та коментарів був Федір Погребенник).
1956 року вийшов десятитомник творів Франка російською мовою.

## Французькою
- Жінет Максимович: «Для домашнього огнища» (1987), «Перехресні стежки» (Київ, 1989);
- Антуан Мартель: «Гімн до думки», «Не винен я тому, що сумно співаю», «Каменярі» (бельгійсько-французький літературний журнал «La Nervie»);
- Андрій Свірко: «Poésies choisies» (Брюссель, 1970, вибір поезій; це видання містило 44 поезії різних років), «Мойсей» («Moise», Брюссель, 1969);
- Ганна Чикаленко-Келлер (Г. Келлер): «Малий Мирон» (Париж, 1928 або 1929);
- Е. Крюб: поезії;
- Сімона Корбйо: уривок прологу до поеми «Мойсей» (бельгійсько-французький літературний журнал «La Nervie», 1928);
- Л. Горісс: уривки поеми «Мойсей» (як ілюстрації до філософського етюду про цю поему – двомісячник «L’Ukraine Nouvelle», Париж, 1928);
- Аліна Дорош: пролог до поеми «Мойсей» (переклад здійснено 1933, опубліковано 1996 у кн. «De l’or des roses (poèmes)», Paris, 1996);
- Анрі Абріль: двомовна добірка «Ivan Franko. Choix de poèmes», до якої увійшло 45 творів (іноземна редакція видавництва «Дніпро», 1983);
- Іван Бабич: «Захар Беркут» (1981), «Украдене щастя» (1993);

Переклад з російського перекладу на французьку мову повісті «Boa constrictor» здійснено 1956, і він був опублікований, а згодом перевиданий 1973.

## Іншими мовами

### Іспанською
Переклади творів Франка іспанською можна знайти на сайті ініціативи Acció UV-Ucraïna Валенсійського університету:
- Степан Ризванюк: «Захар Беркут» (Zajar Bérkut, 1982, Kiev, Editorial Dnipro);
- A. Herráiz (поезія) та R. Estrela (проза та драма): «Обрані Твори» (Obras Escogidas, Moscú, Editorial Progreso);
- Igor Brey, José Vento, Arturo Vargara, Augustín Manso, Lev Olevski: «Вічний Революціонер» (El Revolucionario Eterno, 1979, Kiev, Editorial Dnipro);
- J. Lopez Ganivet: «Украдене щастя» (La felicidad robada, 1958, Moscú, Ediciones en lenguas extranjeras);

### Італійською
- І. Труш: поезії Франка у книзі: Українська поезія в Італії (Poesia Ukraina in Italia, Чернівці, 1999, вип. 1);
- 1991 року заходами Маріо де Філіппі із Ареццо видана книжечка Di notte // Voci dall’ Ukraina: Piccola antologia della poesia ucraina a cura di S.Trush. – Arezzo, 1991, в якій міститься поезія Франка «Як почуєш вночі»;

### Португальською
- Віра Вовк: «Мойсей» («Moises», 1981);
- 1981 року вийшла португальською мовою книжка: Para o Brasil: Poesias (Curitibaa: Sociedade dos Amigos da Cultura Ukrainiana, 1981);

### Грузинською
- Рауль Чілачава: «Зів’яле листя: Лірична драма» (з післямовою Д. Павличка, Львів, Тбілісі, 1988 – текст паралельно українською та грузинською мовами);
- 2005 року переклад «Зів’ялого листя» вийшов із передмовою Р. Чілачави (Львів, 2005, українською і грузинською мовами);
- 2005 року «Зів’яле листя» також опубл. у книзі: Велика трійця: Тарас Шевченко, Іван Франко, Леся Українка (переклад, упорядкування, вступні тексти Р. Чілачави, Київ, 2005, укр., грузин.);

### Болгарською
- Г.Милев – із зб. «Зів’яле листя» (1914);
- Хр. Цанков – «Каменярі» (1920);
- Т.Шаховцев – «Малий Мирон» (1927);
- Е.Георгієв – уривок «Захара Беркута» (1947);
- А. Далчев – «Захар Беркут» (Софія, 1948);
- Н.Йорданов – «Муляр. Каменар» (1900);
- Г.Бакалов – «Як пан собі біди шукав» (1894);

### Чеською
- Ф. Главачек – «Boa constrictor» (Прага, 1897), «До світла!» (1895);
- Ф. Ржегорж – стаття «Дещо про шляхту ходачкову» (1886);
- Р.Гулька – Борислав («Борислав сміється» і «Boa constrictor», передмова М.Неврлого, 1951), «Як Юра Шикманюк брів Черемош» (1951);
- В.Буріан – «Галицькі образки» (1907);
- А.Конделка – «Добрий заробок» (1904-1905);
- Ф.Тмей – «Добрий заробок» (1909);
- Й. Гаєвський – «Захар Беркут» (1931), «Маніпулянтка та інші оповідання» (Прага, 1931);
- R.Jesenska – вірші із «Зів’ялого листя» (1900-ті роки);
- Ф.Гомолька – «Історія одної конфіскати» (1899),  «Коли ще звірі говорили» (1913),  «Каменярі» (1952);
- J.Svozil – «Маніпулянтка» (1896);
- К.Грушков – Маніпулянтка та інші оповідання» (Прага, 1920);
- Й. Розвода – «Рубач» (1892), «Свинська конституція», «Панталаха», «Украдене щастя» (1898, Прага);

### Арабською
- Зів'яле листя: лірич. драма / Іван Франко; пер. араб. мовою Імадеддіна Раефа ; [худож. О. Мельник]. - Київ; Бейрут: Посольство України в Лівані. респ.: ГО "Громада Українців Лівану", 2017. - 113, 109 с.: кольор. іл. - Текст укр., араб. - Дод. тит. арк. араб. - ISBN 978-617-7310-23-4
- Іван Франко. Малий Мирон. Пер. араб. мовою О.Прохорович // Антологія української новелістики (кінець 19 – початок 20 ст.). - Ер-Ріяд: Міляд - Літературний клуб м. Ер-Ріяд, 2021. С.87-101.
- Іван Франко. Грицева шкільна наука. Пер. араб. мовою В.Мартинюка // Антологія української новелістики (кінець 19 – початок 20 ст.). - Ер-Ріяд: Міляд - Літературний клуб м. Ер-Ріяд, 2021. С.101-119

Твори Франка мали багато перекладів ще за життя автора.
У цій статті наведено тільки вибіркові, деякі переклади творів Франка різними мовами.
На сьогодні Франко є одним із найбільш перекладених іншими мовами українських авторів.